# Raphaëlle Siebrecht
Raphaëlle Siebrecht, née Raphaële Bujisho le 19 mars 1976, est une joueuse d'échecs française. 
Selon les sources son prénom est Raphaëlle ou Raphaële.

## Biographie et carrière
Raphaële est née le 19 mars 1976 au Mans. Son père lui apprend le jeu à 6 ans, puis elle exerce à l'école et en club. 
Elle remporte les championnats de France jeunes en 1989 (Benjamine), en 1994 (Cadette) et 1995 (Junior).
En 1994, elle reçoit le Philidor du meilleur espoir féminin.
Raphaëlle Siebrecht a participé à plusieurs championnats de France d'échecs féminins. Elle a remporté le titre en 1995 à 19 ans sous son nom de jeune fille, Raphaële Bujisho, est arrivée deuxième en 1998 et troisième en 1992, 1994 et 2002 sous le nom de Raphaëlle Delahaye à partir de 1998.
Elle a atteint le classement Elo de 2198 en janvier 2003.
Elle est la sœur du Maître international Benjamin Bujisho,.